# Fisher (Minnesota)
Fisher – miasto w Stanach Zjednoczonych, w stanie Minnesota, w hrabstwie Polk.